# 121st Ohio Infantry
Cent-vingt-et-unième régiment d'infanterie de volontaires de Virginie
Le 121st Ohio Volunteer Infantry (ou 121st OVI) est un régiment d'infanterie de l'armée de l'Union durant la guerre de Sécession.

## Service
Le 121st Ohio Infantry (c'est-à-dire : 121e régiment des volontaires de l'Ohio) est organisé à Delaware, Ohio, et est levé pour trois ans de service le 11 septembre 1862, sous le commandement du colonel William P. Reed. Le régiment est recruté dans les comtés de Delaware, Knox, Logan, Union, Marion, et Morrow.
Le régiment est affecté à la 34e brigade de la 10e division de l'armée de l'Ohio, en septembre 1862, puis à la 34e brigade de la 10e division du Ier corps de l'armée de l'Ohio jusqu'en novembre 1862. Il est affecté au district du Kentucky de l'Ouest du département de l'Ohio, jusqu'en février 1863. Il est affecté à la brigade de Reed de la division de Baird, dans l'armée du Kentucky du département du Cumberland jusqu'en juin 1863 puis à la 2de brigade de la 1re division du corps de réserve de l'armée du Cumberland jusqu'en octobre 1863. Il est affecté à la 2de brigade de la 2de division du XIVe corps de l'armée du Cumberland jusqu'en juin 1865.
Le 121st Ohio Infantry est licencié à Washington, DC le 8 juin 1865.

## Service détaillé

### 1862
Le 121st Ohio Infantry part pour Cincinnati, le 11 septembre 1862 puis, de là vers Covington, au Kentucky, le 15 septembre, et à Louisville, au Kentucky, le 20 septembre. Il participe à la poursuite de Bragg dans le Kentucky, du 1er au 15 octobre 1862.
Il participe à la bataille de Perryville, au Kentuck, le 8 octobre 1862. Il part pour Lebanon au Kentucky, et y est en service jusqu'au mois de novembre, et à Columbia jusqu'en décembre. Il participe aux opérations contre Morgan du 22 décembre 1862 au 3 janvier 1863.

### 1863
Le 121st Ohio Infantry part pour Louisville, et de là s'installe à Nashville au Tennessee, le 9 février 1863 ; puis de là, part pour Franklin, au Tennessee, le 12 février 1863, et y est en service jusqu'au mois de juin. Il participe à la campagne de Tullahoma du 23 juin au 7 juillet. Il sert à Fayetteville du 25 août au 5 septembre 1863. Il participe à la campagne de Chickamauga. Il participe à la bataille de Chickamauga du 19 au 21 septembre 1863.
Il participe au siège de Chattanooga du 24 septembre au 23 novembre 1863. Il participe à la campagne de Chattanooga-Ringgold du 23 au 27 novembre 1863. Il participe à la bataille d'Orchard Knob du 23 novembre 1863. Il est à Tunnel Hill le 24 au 25 novembre 1863. Il participe à la bataille de Missionary Ridge le 25 novembre 1863. Il est à Chickamauga Station le 26 novembre 1863. Il marche pour secourir Knoxville du 28 novembre au 17 décembre 1863.

### 1864
Le 121st Ohio Infantry est en service à Rossville, en Géorgie, jusqu'en mai 1864. Il participe à la campagne d'Atlanta du 1er mai au 8 septembre 1864. Il est à Tunnel Hill les 6 et 7 mai 1864. Il participe aux démonstrations sur les Rocky Faced Ridge du 8 au 11 mai 1864. Il est à Buzzard's Roost Gap les 8 et 9 mai 1864. Il participe à la bataille de Resaca les 14 et 15 mai 1864.
Il avance sur Dallas du 18 au 25 mai 1864. Il participe aux opérations sur la ligne de Pumpkin Vine Creek et aux batailles de Dallas, de New Hope Church et Allatoona Hills du 25 mai au 5 juin 1864. Il participe aux opérations contre Marietta et contre Kennesaw Mountain du 10 juin et 2 juillet 1864. Il est à Pine Hill du 11 au 14 juin 1864 et à Lost Moutain du 15 au 17 juin 1864.
Il participe à l'assaut sur Kennesaw le 27 juin 1864. Il est à Ruff's Station le 4 juillet 1864. Il est à Chattahoochie River du 5 au 17 juillet 1864. Il participe à la bataille de Peachtree Creek les 19 et 20 juillet 1864. Il participe au siège d'Atlanta du 22 juillet au 25 août 1864. Il est à Utoy Creek du 5 au 7 août 1864. Il fait un mouvement de flanc sur Jonesboro du 25 au 30 août 1864 et participe à la bataille de Jonesborough les 31 août et 1er septembre 1864.
Il participe aux opérations de lutte contre Forrest et Hood dans le nord de la Géorgie et le nord de l'Alabama du 29 septembre au 3 novembre 1864. Il participe à la marche de Sherman vers la mer du 15 novembre au 10 décembre 1864. Il est à Sandersville du 26 novembre 1864. Il participe au siège de Savannah du 10 au 21 décembre.

### 1865
Il participe la campagne des Carolines, de janvier à avril 1865. Il est à Taylor's Hole Creek, Aversyboro, Caroline du Nord le 16 mars 1865. Il participe à la bataille de Bentonville du 19 au 21 mars 1865.
Il participe à l'occupation de Goldsboro le 24 mars 1865. Il avance sur Raleigh du 10 au 14 avril 1865 et participe à son occupation le 14 avril 1865. Il est à Bennett House le 26 avril 1865. Il assiste à la reddition de Johnston et de son armée. Il part pour Washington, DC, via Richmond, en Virginie, du 29 avril au 19 mai 1865. Il participe à la grande revue des armées le 24 mai 1865.

## Pertes
Le régiment perd un total de 349 hommes pendant son service ; 9 officiers et 92 soldats sont tués ou blessés mortellement, 2 officiers et 246 soldats sont morts de maladie.

## Commandants
- Colonel William P. Reed
- Colonel Henry Blackstone Banning - commande lors de la bataille de Chickamauga en tant que lieutenant-colonel ; promu lieutenant-colonel le 10 novembre 1863